# Manlio Rocchetti
Manlio Rocchetti (Roma, 28 novembre 1943 – Miami, 9 gennaio 2017) è stato un truccatore italiano, vincitore nel 1990 dell'Emmy Award al miglior trucco per la miniserie Colomba solitaria diretta da Simon Wincer e nel 1990 di un Oscar al miglior trucco per A spasso con Daisy di Bruce Beresford.

## Biografia
Nato nel 1943 in una famiglia di truccatori e parrucchieri per teatro attiva a Roma dal 1874, esordisce a soli diciassette anni come truccatore in Ester e il re di Raoul Walsh e Mario Bava; Nella sua carriera ha collaborato con Federico Fellini,
Brian De Palma, Pier Paolo Pasolini, Roberto Rossellini, Martin Scorsese, Ettore Scola, Robert Altman e Ang Lee.
Dal 1993 al 2003 è stato make up designer per Universal Paramount Sony per i film prodotti in Italia, Francia, Stati Uniti d'America e Germania e nel 2007 è diventato presidente dell'azienda di famiglia Rocchetti & Rocchetti S.r.l. e dal 2010 è stato anche docente del corso di trucco presso l'Accademia Nazionale del Cinema.
Nel 2003 ha avuto la nomination per il Premio BAFTA e nel 2012 ha avuto la nomination per il David di Donatello per il miglior truccatore.
Viveva a Tequesta vicino a Palm Beach in Florida, è morto a Miami nel gennaio 2017 a 73 anni.

## Filmografia parziale
- Ester e il re, regia di Raoul Walsh e Mario Bava (1960)
- Basta guardarla, regia di Luciano Salce (1970)
- Il delitto Matteotti, regia di Florestano Vancini (1973)
- Le affinità elettive, regia di Gianni Amico (1979) - film tv
- L'isola degli uomini pesce, regia di Sergio Martino (1979)
- Il mondo nuovo, regia di Ettore Scola (1982)
- Lo squartatore di New York, regia di Lucio Fulci (1982)
- C'era una volta in America, regia di Sergio Leone (1984)
- Assisi Underground (The Assisi Underground), regia di Alexander Ramati (1985)
- Alien - Zona di guerra (Zone Troopers), regia di Danny Bilson (1985)
- Hotel Colonial, regia di Cinzia TH Torrini (1987)
- Kidnapping - Pericolo in agguato (Man on Fire), regia di Élie Chouraqui (1987)
- L'ultima tentazione di Cristo (The Last Temptation of Christ), regia di Martin Scorsese (1988)
- Ladro e gentiluomo (Breaking In), regia di Bill Forsyth (1989)
- A spasso con Daisy (Driving Miss Daisy), regia di Bruce Beresford (1989)
- Il principe delle maree (The Prince of Tides), regia di Barbra Streisand (1991)
- L'età dell'innocenza (The Age of Innocence), regia di Martin Scorsese (1993)
- Geronimo (Geronimo: An American Legend), regia di Walter Hill (1993)
- L'avvocato del diavolo (The Devil's Advocate), regia di Taylor Hackford (1997)
- Al di là della vita (Bringing Out the Dead), regia di Martin Scorsese (1999)
- Denti, regia di Gabriele Salvatores (2000)
- Gangs of New York, regia di Martin Scorsese (2002)
- Il siero della vanità, regia di Alex Infascelli (2004)
- Derby in famiglia (Kicking & Screaming), regia di Jesse Dylan (2005)
- I segreti di Brokeback Mountain (Brokeback Mountain), regia di Ang Lee (2005)
- Tristano & Isotta (Tristan + Isolde), regia di Kevin Reynolds (2006)
- Tutti gli uomini del re (All the King's Men), regia di Steven Zaillian (2006)
- Shutter Island, regia di Martin Scorsese (2010)
- The American, regia di Anton Corbijn (2010)
- ACAB - All Cops Are Bastards, regia di Stefano Sollima (2012)
- Parker, regia di Taylor Hackford (2013)

## Riconoscimenti
Premio Emmy
- 1989 - Miglior trucco per Colomba solitaria

Premio Oscar
- 1990 - Miglior trucco per A spasso con Daisy

Premio BAFTA
- 2003 - Nomination al BAFTA Award per il miglior trucco per Gangs of New York

Premio David di Donatello
- 2012 - Nomination al David di Donatello per il miglior truccatore per ACAB - All Cops Are Bastards